# Freedom Air
Freedom Air foi a companhia aérea de baixo custo do Grupo Air New Zealand, que operou desde 8 de dezembro de 1995 a março de 2008. Ela operava serviços regulares de passageiros da Nova Zelândia para a Austrália e Fiji e serviços charter dentro da Nova Zelândia. Sua base principal era o Aeroporto de Auckland.

## História
A companhia aérea foi criada em 1995 como uma resposta ao início dos serviços de desconto entre a Austrália e a Nova Zelândia pela Kiwi Airlines e iniciou suas operações em 8 de dezembro de 1995 com um único Boeing 757. Foi formada como South Pacific Air Charters pela Mount Cook Airline e renomeada para Freedom Air International em 1998.
Em 2004, sua frota havia se expandido para cinco aeronaves Boeing 737-300 e estava fornecendo serviços diretos sem escalas para as cidades australianas de Brisbane, Gold Coast, Newcastle, Sydney, Cairns e Melbourne de Hamilton, Auckland, Wellington, Christchurch, Dunedin e Palmerston North. Voos para Fiji também foram operados. Ela operou brevemente nas principais rotas domésticas troncais da Nova Zelândia, como Auckland–Christchurch, mas interrompeu esses serviços para se concentrar no fornecimento de voos trans Tasman.
Em junho de 2006, as aeronaves da Freedom Air foram combinadas com a frota de Airbus A320-200 da Air New Zealand sob o certificado de operador aéreo (AOC) da Zeal320 Limited, que era então a única operadora da frota Airbus do Grupo Air New Zealand. Quando a companhia aérea parou, o Zeal320 tinha uma aeronave ZK-OJO pintada com as cores da Freedom Air. Como tal, a Freedom Air não tem aeronave ou certificado de operador aéreo atual, e a Freedom Air não é mais uma entidade operacional.
A Air New Zealand cessou todas as operações da Freedom Air a partir do final de março de 2008.

## Destinos
Ao longo de sua existência, a Freedom Air voou para seis destinos na Nova Zelândia, cinco na Austrália e um em Fiji. Quando a companhia aérea fechou em 30 de março de 2008, todos os serviços foram substituídos por voos da Air New Zealand, com exceção dos voos saindo de Palmerston North, que deixaram o aeroporto sem nenhum serviço internacional. Os voos para Nadi e Newcastle foram suspensos antes de 2008.

## Frota

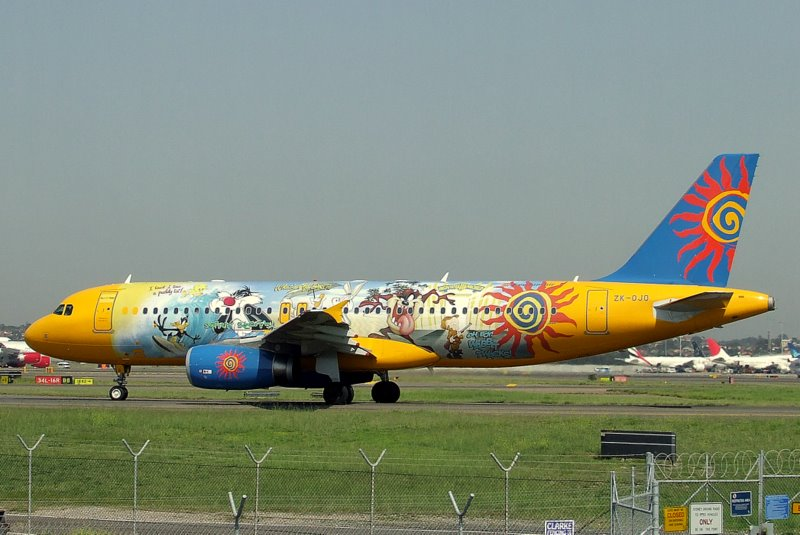
Airbus A320-200 da Freedom Air prefixo ZK-OJO com cores especiais pra promover o Warner Bros. Movie World.

| Aeronaves       | Total | Período de operação | Notas |
| --------------- | ----- | ------------------- | ----- |
| Airbus A320-200 | 13    | 2005-2008           |       |
| Boeing 737-200  | 1     | 2001-2001           |       |
| Boeing 737-300  | 9     | 1996-2006           |       |
| Boeing 757-200  | 1     | 1995-1996           |       |